# 헤븐 & 헬 (밴드)
헤븐 & 헬(Heaven & Hell)은 2006년부터 2010년까지 활동한 영국과 미국의 헤비 메탈 슈퍼 그룹으로, 기타리스트 토니 아이오미, 베이시스트 기저 버틀러, 보컬리스트 로니 제임스 디오, 드러머 비니 어피스가 참여했다.
헤븐 & 헬의 네 멤버는 1980년부터 1982년까지, 그리고 1991년부터 1992년까지 블랙 사바스로 함께 녹음하고 투어를 했다. 디오는 블랙 사바스의 보컬리스트 오지 오스본을, 어피스는 드러머 빌 워드를 대체했다. 이 그룹을 헤븐 & 헬이라고 부르기로 한 결정은 오스본이 주도하는 블랙 사바스 라인업과 차별화하기 위해 이루어졌다. 그룹의 이름은 1980년 음반 《Heaven and Hell》에서 따왔으며, 이 음반은 디오가 보컬로 참여한 최초의 블랙 사바스 음반이다.
이 그룹은 2009년에 새로운 스튜디오 음반 한 장을 발매했고, 2010년에 디오가 위암으로 사망하자 해체했다.